# Fabrica Schiell
Fabrica Schiell, chiamata anche Fabrica frații Schiell (in italiano "Fabbrica Fratelli Schiell"), fu una industria metallurgica di Brașov in Romania. Negli anni 1924-1926 l'impresa costruì il velivolo RA-BO-1, primo aereo costruito a Brașov, su disegno degli ingegneri Radu Onciul e Bo Carlsson.

## Storia
Fabrica Schiell aveva una storia in ambito metallurgico. Era dotata principalmente di forni Martin-Siemens, un forno elettrico e altri due forni, per la produzione di acciaio. La produzione poi passava alla forgiatura, lavorazioni meccaniche per turbine per acqua e per l'industria petrolifera.

## Aeroplano RA-BO-1
Come laureandi al Politecnico di Vienna, gli ingegneri Radu Onciul e Bo Carlsson, furono assunti dalla Fabrica Schiell per la progettazione di un velivolo di nuova concezione. Il progetto fu finanziato da Andrei Popovici, segretario generale del Aeroclubului României, con 100.000 lei.
L'aereo era un monoplano bisposto contruito integralmente in legno, con fusoliera in balsa e ali telate. Il motore era un Gnome et Rhône da 80 hp.
Furono costruiti due esemplari. Il primo terminato nel 1925 fu destinato alle prove statiche, il secondo fu terminato nel 1926 e provato in volo. Il velivolo fu denominato RA-BO-1, secondo le iniziali dei progettisti.
Anche se fu concepito come aereo da addestramento esso fu utilizzato anche come aereo acrobatico dai capitani Gheorghe Jienescu e Gheorghe Bănciulescu. Furono apprezzati per la loro qualità. RA-BO-1 fu presentato nel 1927 all'esposizione internazionale dell'aviazione di Praga.